# Hyperolius occidentalis
Hyperolius occidentalis es una especie de anfibios de la familia Hyperoliidae.
Habita en Gambia, Guinea, Guinea-Bissau, Senegal y Sierra Leona.
Su hábitat natural incluye bosques tropicales o subtropicales secos, sabanas secas, marismas de agua dulce, corrientes intermitentes de agua dulce, jardines rurales, zonas previamente boscosas ahora degradadas, zonas de regadío y tierras de agricultura parcial o temporalmente inundadas.